# FA Charity Shield 1949
Lo FA Charity Shield 1949, noto in italiano anche come Supercoppa d'Inghilterra 1949, è stata la 27ª edizione della Supercoppa d'Inghilterra.
Si è svolto il 19 ottobre 1949 all'Arsenal Stadium di Londra tra il Portsmouth, vincitore della First Division 1948-1949, e il Wolverhampton, vincitore della FA Cup 1948-1949.
Il titolo, per la prima volta nella sua storia, è stato condiviso tra le due squadre, che hanno pareggiato la gara per 1-1.

## Partecipanti
| Squadre       | Qualificazione                           | Partecipazioni precedenti (il grassetto indica la vittoria) |
| ------------- | ---------------------------------------- | ----------------------------------------------------------- |
| Portsmouth    | Vincitore della First Division 1948-1949 | Nessuna                                                     |
| Wolverhampton | Vincitore della FA Cup 1948-1949         | Nessuna                                                     |

## Tabellino
| Londra 19 ottobre 1949                                         | Portsmouth | 1 – 1 referto       | Wolverhampton | Highbury (35.140 spett.) |
| \| \| \| \| \| Reid 30’ \| Marcatori \| 65’ (rig.) Hancocks \| |            |                     |               |                          |
|                                                                |            |                     |               |                          |
| Reid 30’                                                       | Marcatori  | 65’ (rig.) Hancocks |               |                          |

### Formazioni
| Portsmouth: |    |                 |
|             |    |                 |
| P           | 1  | Ernest Butler   |
| D           | 2  | Billy Hindmarsh |
| D           | 3  | Harry Ferrier   |
| C           | 4  | Jimmy Scoular   |
| C           | 5  | Bill Thompson   |
| C           | 6  | Jimmy Dickinson |
| A           | 7  | Peter Harris    |
| A           | 8  | Duggie Reid     |
| A           | 9  | Ike Clarke      |
| A           | 10 | Bert Barlow     |
| A           | 11 | Jack Froggatt   |
| Allenatore: |    |                 |
| Bob Jackson |    |                 |

| Wolverhampton: |    |                    |
|                |    |                    |
| P              | 1  | Dennis Parsons     |
| D              | 2  | Laurie Kelly       |
| D              | 3  | Terry Springthorpe |
| C              | 4  | Eddie Russell      |
| C              | 5  | Bill Shorthouse    |
| C              | 6  | Billy Crook        |
| A              | 7  | Johnny Hancocks    |
| A              | 8  | Sammy Smyth        |
| A              | 9  | Jesse Pye          |
| A              | 10 | Jimmy Dunn         |
| A              | 11 | Jimmy Mullen       |
| Allenatore:    |    |                    |
| Stan Cullis    |    |                    |